# Robin Walter (Schauspieler)
Robin Walter (* Juni 1994) ist ein deutscher Schauspieler.
Er wurde durch die Rolle des Peter in der Filmreihe Vorstadtkrokodile bekannt. Es folgten Auftritte in der Serie Polizeiruf 110.
Er lebt in Arosa.

## Filmografie
- 2009: Vorstadtkrokodile
- 2009: Polizeiruf 110: Fehlschuss
- 2010: Vorstadtkrokodile 2
- 2011: Vorstadtkrokodile 3
- 2014: Polizeiruf 110: Morgengrauen